# Senátní obvod č. 27 – Praha 1

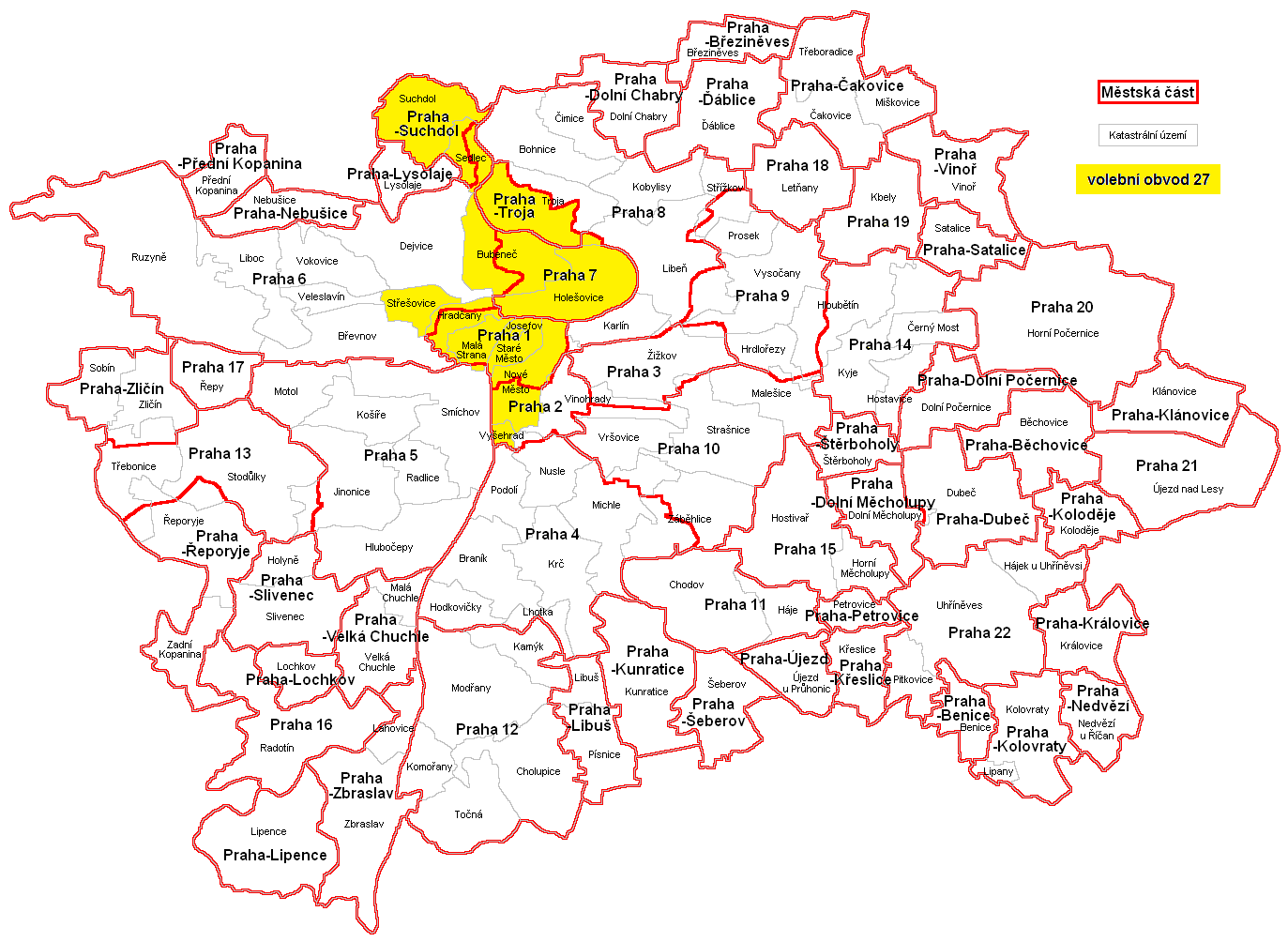
Senátní obvod č. 27 na mapě Prahy

Senátní obvod č. 27 – Praha 1 je dle zákona č. 247/1995 Sb. pro volby do Senátu tvořen územím městských částí Praha 1, Praha 7, Praha-Suchdol a Praha-Troja. Dále zahrnuje část území městské části Praha 2, tvořenou katastrálními územími Nové Město a Vyšehrad, část území městské části Praha 5, tvořenou částí k. ú. Malá Strana ležící na území městské části Praha 5, a část území městské části Praha 6, tvořenou k. ú. Střešovice, částí k. ú. Bubeneč, částí k. ú. Hradčany a částí k. ú. Sedlec ležícími na území městské části Praha 6.
Současnou senátorkou je od roku 2020 Miroslava Němcová, členka ODS a bývalá předsedkyně Poslanecké sněmovny. V Senátu je členkou Senátorského klubu ODS a TOP 09. Dále působí jako místopředsedkyně Mandátového a imunitního výboru a členka Výboru pro vzdělávání, vědu, kulturu, lidská práva a petice.

## Senátoři

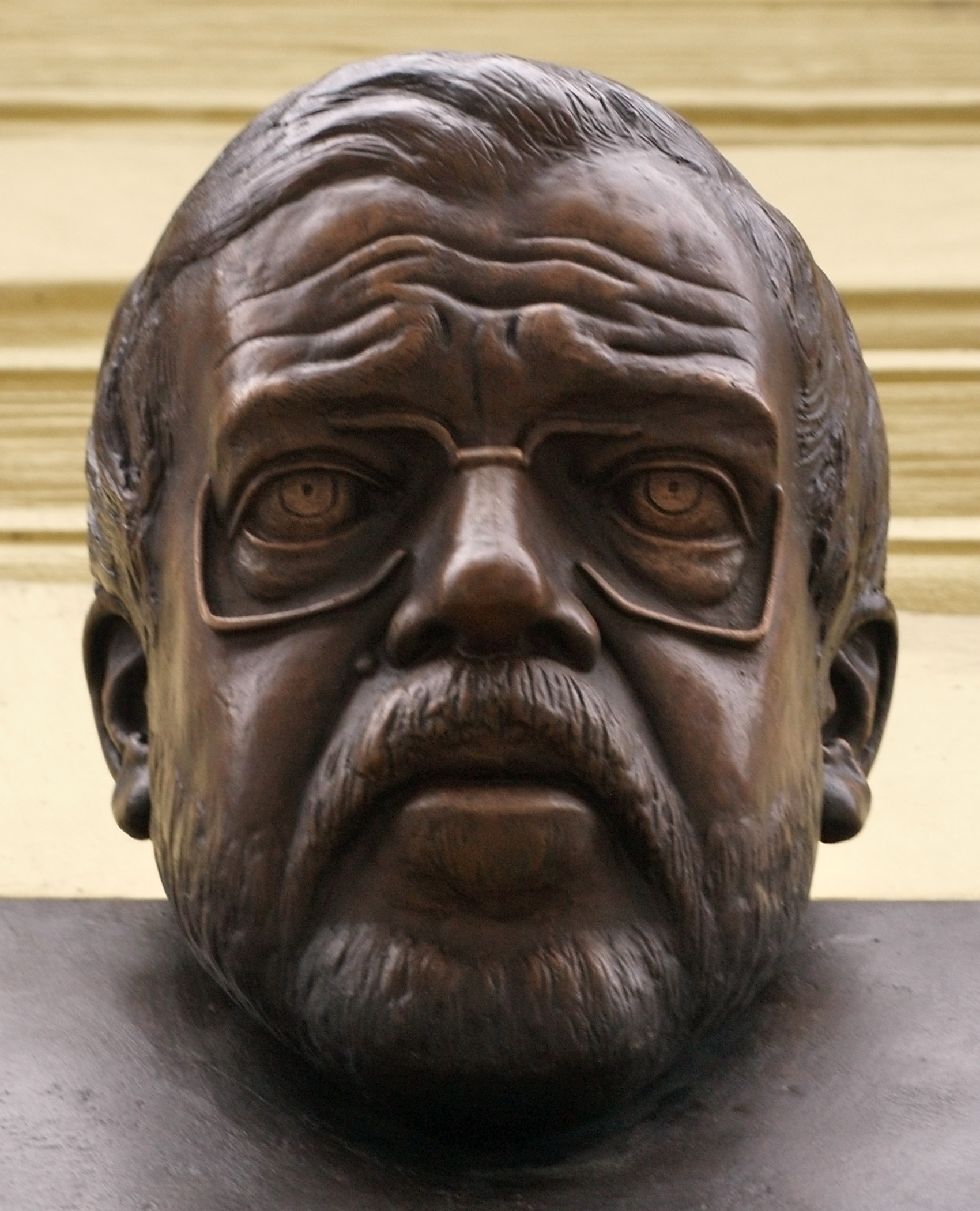
Václav Benda
Václav Fischer
Martin Mejstřík
Zdeněk Schwarz
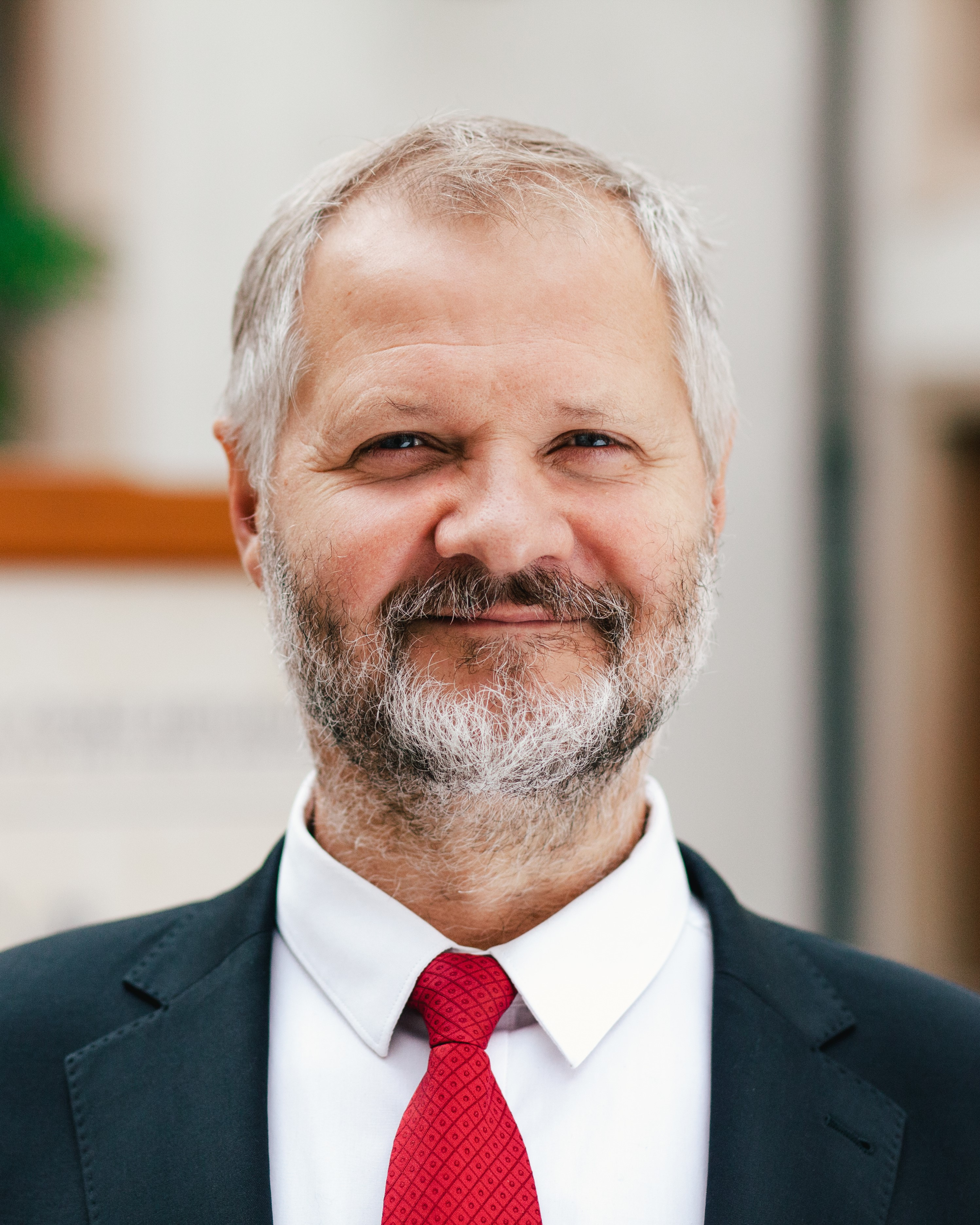
Václav Hampl
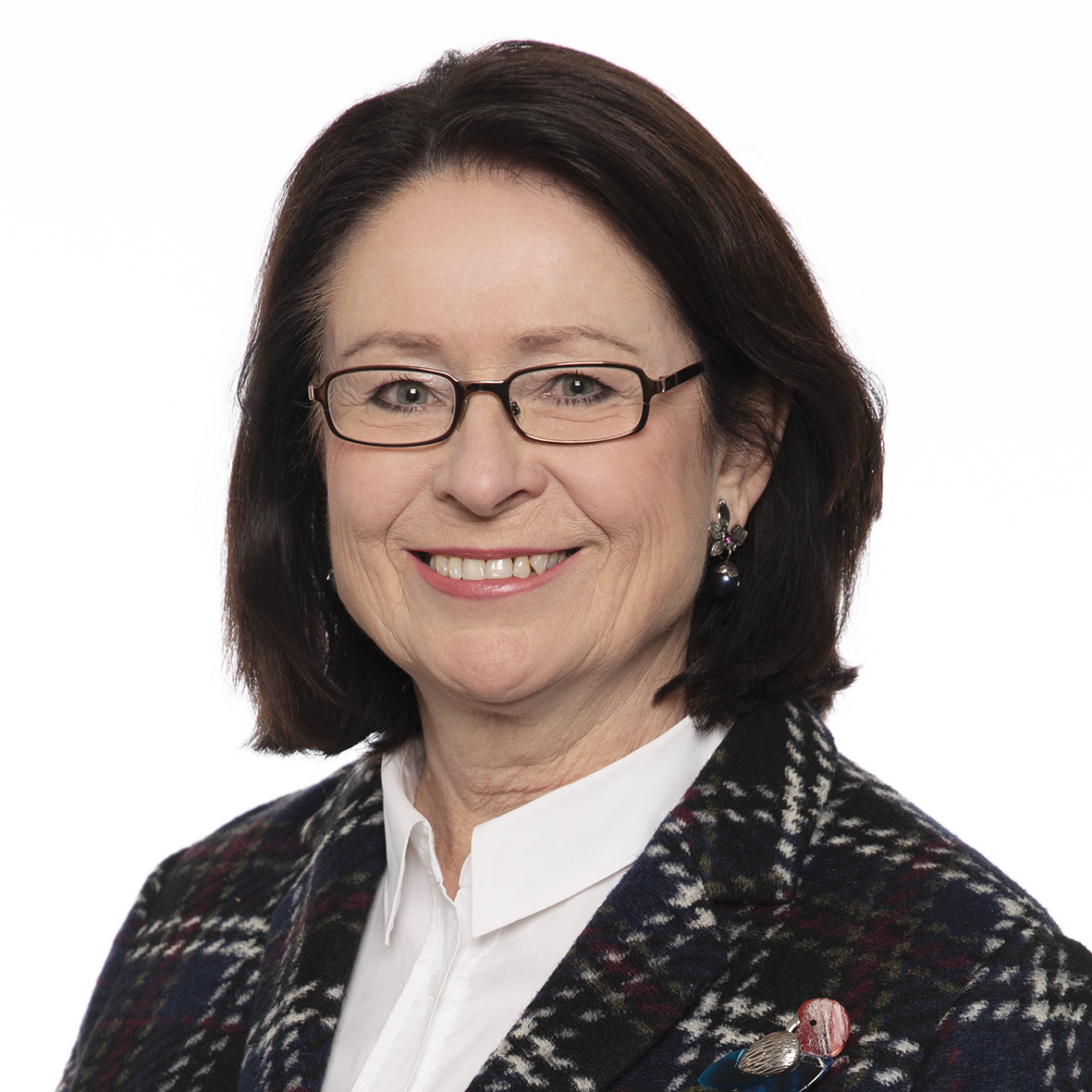
Miroslava Němcová

| Volby | Volby | Senátor           | Volební strana    | Navrhující strana | Politická příslušnost | Odkaz  |
| ----- | ----- | ----------------- | ----------------- | ----------------- | --------------------- | ------ |
|       | 1996  | Václav Benda      | ODS               | ODS               | ODS                   | profil |
|       | 1999  | Václav Fischer    | NK                | NK                | BEZPP                 | profil |
|       | 2002  | Martin Mejstřík   | CZ                | CZ                | BEZPP                 | profil |
|       | 2008  | Zdeněk Schwarz    | ODS               | ODS               | BEZPP                 | profil |
|       | 2014  | Václav Hampl      | KDU-ČSL, SZ       | KDU-ČSL           | BEZPP                 | profil |
|       | 2020  | Miroslava Němcová | ODS, STAN, TOP 09 | ODS               | ODS                   | profil |

## Volby

### Rok 1996
První volby se vyznačovaly relativně vysokou volební účastí (49,72 % v prvním kole). První kolo jasně vyhrál Václav Benda (získal 39,97 % hlasů), do druhého kola s ním postoupil Pavel Tigrid (19,41 %), třetí skončil Jiří Dienstbier (16,49 %). V druhém kole za již menší volební účasti (40,21 %) byl senátorem zvolen Václav Benda.
| Kandidát | Kandidát                  | Volební strana | Navrhující strana | Politická příslušnost | Počet hlasů (1. kolo) | %     | Počet hlasů (2. kolo) | %     |
| -------- | ------------------------- | -------------- | ----------------- | --------------------- | --------------------- | ----- | --------------------- | ----- |
|          | PhDr. Václav Benda        | ODS            | ODS               | ODS                   | 18 878                | 39,97 | 21 106                | 55,67 |
|          | Pavel Tigrid              | KDU-ČSL        | KDU-ČSL           | BEZPP                 | 9 169                 | 19,41 | 16 808                | 44,33 |
|          | Jiří Dienstbier           | SD-LSNS        | SD-LSNS           | SD-LSNS               | 7 789                 | 16,49 | —                     | —     |
|          | Ing. arch. Marie Petrová  | ČSSD           | ČSSD              | ČSSD                  | 5 101                 | 10,80 | —                     | —     |
|          | JUDr. Čestmír Kubát       | KSČM           | KSČM              | KSČM                  | 2 813                 | 5,96  | —                     | —     |
|          | Mgr. Vlastimil Venclík    | NEZ            | NEZ               | NEZ                   | 1 228                 | 2,60  | —                     | —     |
|          | JUDr. Vladimír Hruška     | MDS            | MDS               | BEZPP                 | 1 066                 | 2,26  | —                     | —     |
|          | Čestmír Čejka             | ODA            | ODA               | ODA                   | 718                   | 1,52  | —                     | —     |
|          | JUDr. Vladimír Nechanický | RU             | RU                | BEZPP                 | 244                   | 0,52  | —                     | —     |
|          | RSDr. Vasil Mohorita      | SDL            | SDL               | SDL                   | 116                   | 0,25  | —                     | —     |
|          | Vlastislav Kotouček       | PB             | PB                | PB                    | 92                    | 0,19  | —                     | —     |
|          | Vojtěch Makula            | VENPH          | VENPH             | VENPH                 | 13                    | 0,03  | —                     | —     |

### Rok 1999 (doplňovací)
Mimořádné doplňovací volby se konaly v roce 1999 z důvodu úmrtí dosavadního senátora Václava Bendy. Již v prvním kole drtivě zvítězil nezávislý kandidát, podnikatel Václav Fischer, který získal 71,2 % hlasů.
| Kandidát | Kandidát                     | Volební strana | Navrhující strana | Politická příslušnost | Počet hlasů (1. kolo) | %     |
| -------- | ---------------------------- | -------------- | ----------------- | --------------------- | --------------------- | ----- |
|          | Václav Fischer               | NK             | NK                | BEZPP                 | 22 461                | 71,42 |
|          | Jiřina Jirásková             | ODS            | ODS               | BEZPP                 | 3 844                 | 12,19 |
|          | Ivan Medek                   | 4KOALICE       | 4KOALICE          | BEZPP                 | 2 948                 | 9,35  |
|          | Ing. Stanislav Fischer, CSc. | KSČM           | KSČM              | KSČM                  | 1 752                 | 5,47  |
|          | Karel Srp                    | ČSSD           | ČSSD              | BEZPP                 | 327                   | 1,04  |
|          | JUDr. Elvíra Tomášková       | SV             | SV                | BEZPP                 | 130                   | 0,41  |
|          | PhDr. Richard Knot           | NEI            | NEI               | NEI                   | 48                    | 0,15  |
|          | Ing. Otakar Tyl              | RU             | RU                | BEZPP                 | 46                    | 0,15  |

### Rok 2002
V prvním kole voleb byl zájem voličů značně fragmentován. Vyhrál Petr Weiss (29,93 % hlasů), do druhého kola s ním postoupil Martin Mejstřík s pouhými 13,05 %. Každý z dalších 7 kandidátů získal více než 4 % hlasů. V druhém kole pak za relativně vyšší účasti překvapivě zvítězil Martin Mejstřík a stal se senátorem.
| Kandidát | Kandidát                      | Volební strana | Navrhující strana | Politická příslušnost | Počet hlasů (1. kolo) | %     | Počet hlasů (2. kolo) | %     |
| -------- | ----------------------------- | -------------- | ----------------- | --------------------- | --------------------- | ----- | --------------------- | ----- |
|          | Martin Mejstřík               | CZ             | CZ                | BEZPP                 | 3 651                 | 13,05 | 18 087                | 55,96 |
|          | doc. PhDr. Petr Weiss, Ph.D.  | ODS            | ODS               | ODS                   | 8 370                 | 29,93 | 14 223                | 44,03 |
|          | doc. PhDr. Jiří Kotalík, CSc. | SNK            | SNK               | BEZPP                 | 3 102                 | 11,10 | —                     | —     |
|          | Ing. Irena Ondráčková         | ČSSD           | ČSSD              | ČSSD                  | 2 758                 | 9,86  | —                     | —     |
|          | doc. Mgr. Noemi Zárubová      | KDU-ČSL        | KDU-ČSL           | BEZPP                 | 2 576                 | 9,21  | —                     | —     |
|          | Ing. Karel Sýs                | KSČM           | KSČM              | KSČM                  | 1 984                 | 7,09  | —                     | —     |
|          | Petr Cibulka                  | PB             | PB                | PB                    | 1 782                 | 6,37  | —                     | —     |
|          | PhDr. Slavomil Hubálek        | N              | N                 | N                     | 1 348                 | 4,82  | —                     | —     |
|          | John Bok                      | ANEO           | ANEO              | BEZPP                 | 1 247                 | 4,55  | —                     | —     |
|          | Jiří Tráva                    | ED             | ED                | BEZPP                 | 883                   | 3,15  | —                     | —     |
|          | RNDr. Jiří Hanzlíček          | ČSNS           | ČSNS              | BEZPP                 | 187                   | 0,66  | —                     | —     |
|          | Ing. Eduard Katzer            | SV SOS         | SV SOS            | BEZPP                 | 40                    | 0,14  | —                     | —     |

### Rok 2008
I v roce 2008 byl zájem voličů fragmentován. V prvním kole zvítězil ředitel pražské záchranné služby Zdeněk Schwarz (získal 25,8 % hlasů), druhá byla také lékařka Blanka Haindlová. Další tři kandidáti získali více než 10 % hlasů. Dosavadní senátor Martin Mejstřík skončil šestý. V druhém kole za relativně nižší volební účasti vyhrál a senátorem se stal Zdeněk Schwarz.
| Kandidát | Kandidát                        | Volební strana | Navrhující strana | Politická příslušnost | Počet hlasů (1. kolo) | %     | Počet hlasů (2. kolo) | %     |
| -------- | ------------------------------- | -------------- | ----------------- | --------------------- | --------------------- | ----- | --------------------- | ----- |
|          | MUDr. Zdeněk Schwarz            | ODS            | ODS               | BEZPP                 | 7 946                 | 25,78 | 15 399                | 60,21 |
|          | MUDr. Blanka Haindlová          | ČSSD           | ČSSD              | BEZPP                 | 5 490                 | 17,81 | 10 175                | 39,78 |
|          | Michael Kocáb                   | SZ             | SZ                | BEZPP                 | 4 742                 | 15,38 | —                     | —     |
|          | MUDr. Martin Stránský           | VV             | VV                | BEZPP                 | 3 704                 | 12,01 | —                     | —     |
|          | prof. MUDr. Pavel Klener, DrSc. | KDU-ČSL        | KDU-ČSL           | BEZPP                 | 3 645                 | 11,82 | —                     | —     |
|          | Martin Mejstřík                 | US-DEU         | US-DEU            | BEZPP                 | 2 679                 | 8,69  | —                     | —     |
|          | Dagmar Gušlbauerová             | KSČM           | KSČM              | KSČM                  | 1 887                 | 6,12  | —                     | —     |
|          | Ing. Bohumil Vejtasa            | S.O.S. PRAHA   | S.O.S. PRAHA      | S.O.S. PRAHA          | 479                   | 1,55  | —                     | —     |
|          | Mgr. Petr Hannig                | SZR, ČSNS 2005 | SZR               | SZR                   | 245                   | 0,79  | —                     | —     |

### Rok 2014
Ve volbách kandidovalo 15 kandidátů. V prvním kole jasně zvítězil bývalý rektor Univerzity Karlovy Václav Hampl (s podporou KDU-ČSL a SZ), do druhého kola s ním postoupil dosavadní senátor Zdeněk Schwarz (s podporou ODS). S odstupem třetí skončil Martin Bursík (s podporou TOP 09) a čtvrtá sexuoložka Laura Janáčková (s podporou ANO). Pátý skončil vysokoškolský pedagog Petr Pavlík (ČSSD). Žádný další kandidát nezískal více než 5 % hlasů voličů.
| Kandidát | Kandidát                                   | Volební strana | Navrhující strana | Politická příslušnost | Počet hlasů (1. kolo) | %     | Počet hlasů (2. kolo) | %     |
| -------- | ------------------------------------------ | -------------- | ----------------- | --------------------- | --------------------- | ----- | --------------------- | ----- |
|          | prof. RNDr. Václav Hampl, DrSc.            | KDU-ČSL, SZ    | KDU-ČSL           | BEZPP                 | 8 588                 | 27,19 | 10 579                | 68,44 |
|          | MUDr. Zdeněk Schwarz                       | ODS            | ODS               | BEZPP                 | 6 411                 | 20,30 | 4 878                 | 31,55 |
|          | RNDr. Martin Bursík                        | TOP 09         | TOP 09            | LES                   | 4 994                 | 15,81 | —                     | —     |
|          | doc. PhDr. Dr. phil. Laura Janáčková, CSc. | ANO            | ANO               | BEZPP                 | 4 189                 | 13,26 | —                     | —     |
|          | Ing. Petr Pavlík, Ph.D.                    | ČSSD           | ČSSD              | ČSSD                  | 2 803                 | 8,87  | —                     | —     |
|          | Dagmar Gušlbauerová                        | KSČM           | KSČM              | KSČM                  | 1 106                 | 3,50  | —                     | —     |
|          | Ing. Aleš Rykl                             | Svobodní       | Svobodní          | Svobodní              | 1 028                 | 3,25  | —                     | —     |
|          | Mgr. Eva Jurinová                          | Republika      | Republika         | BEZPP                 | 579                   | 1,83  | —                     | —     |
|          | JUDr. Miloslav Dočekal                     | SNK ED         | SNK ED            | BEZPP                 | 560                   | 1,77  | —                     | —     |
|          | JUDr. Ivo Kasal                            | ABS            | ABS               | ABS                   | 347                   | 1,09  | —                     | —     |
|          | Petr Šefl                                  | Úsvit          | Úsvit             | BEZPP                 | 319                   | 1,01  | —                     | —     |
|          | Vladimír Stwora                            | ND             | ND                | BEZPP                 | 197                   | 0,62  | —                     | —     |
|          | Milan Jurových                             | SPO            | SPO               | BEZPP                 | 187                   | 0,59  | —                     | —     |
|          | Ing. Zdeňka Chromíková                     | DOMOV          | DOMOV             | BEZPP                 | 147                   | 0,46  | —                     | —     |
|          | Mgr. Ing. Rudolf Mládek                    | O.K. strana    | O.K. strana       | BEZPP                 | 125                   | 0,39  | —                     | —     |

### Rok 2020
| Kandidát | Kandidát                              | Volební strana                      | Navrhující strana | Politická příslušnost | Počet hlasů (1. kolo) | %     | Počet hlasů (2. kolo) | %     |
| -------- | ------------------------------------- | ----------------------------------- | ----------------- | --------------------- | --------------------- | ----- | --------------------- | ----- |
|          | Miroslava Němcová                     | ODS, STAN, TOP 09                   | ODS               | ODS                   | 15 593                | 48,56 | 13 279                | 63,96 |
|          | prof. RNDr. Václav Hampl, DrSc.       | KDU-ČSL, Zelení, PRAHA SOBĚ, SEN 21 | KDU-ČSL           | BEZPP                 | 6 579                 | 20,49 | 7 481                 | 36,03 |
|          | Robert Veverka                        | Piráti                              | Piráti            | BEZPP                 | 2 949                 | 9,18  | —                     | —     |
|          | PhDr. Petr Fejk                       | IO                                  | IO                | BEZPP                 | 2 827                 | 8,80  | —                     | —     |
|          | prof. RNDr. Ivo T. Budil, Ph.D., DSc. | Trikolóra                           | Trikolóra         | Trikolóra             | 1 324                 | 4,12  | —                     | —     |
|          | Ing. Milan Urban                      | SPD                                 | SPD               | BEZPP                 | 1 068                 | 3,32  | —                     | —     |
|          | Mgr. Jakub Štědroň, Ph.D.             | ČSSD                                | ČSSD              | ČSSD                  | 1 041                 | 3,24  | —                     | —     |
|          | Ing. Václav Fischer                   | NEI                                 | NEI               | BEZPP                 | 725                   | 2,25  | —                     | —     |

Za STAN původně měl kandidovat Jiří Padevět, ale kandidatury se vzdal ve prospěch Miroslavy Němcové.

## Volební účast
|  | nejvyšší volební účast |  | nejnižší volební účast |

| Rok  | % (1. kolo) | % (2. kolo) |
| ---- | ----------- | ----------- |
| 1996 | 49,72       | 40,21       |
| 1999 | 33,70       | —           |
| 2002 | 28,78       | 34,98       |
| 2008 | 34,69       | 28,71       |
| 2014 | 39,14       | 18,27       |
| 2020 | 38,58       | 24,94       |